# قلعة براتيسلافا
قلعة براتيسلافا (بالسلوفاكية: Bratislavský hrad)‏ هي قلعة تاريخية بنيت في القرن التاسع على تلة بجوار نهر الدانوب في براتيسلافا عاصمة سلوفاكيا. وهي بناء ضخم، مستطيل الشكل ولها أربعة أبراج مراقبة عند كل زاوية. يتميز موقعها بإطلالة ممتازة حينما يكون الطقس واضحًا من براتيسلافا والنمسا وأجزاءً من المجر، حيث ترتبط بالعديد من الأساطير مع تاريخ القلعة.